# Guvernoratul Hadhramaut
Hadhramaut sau Hadramawt (în arabă:ذمار) este un guvernorat în Yemen. Reședința sa este orașul Al Mukalla.

## Districte

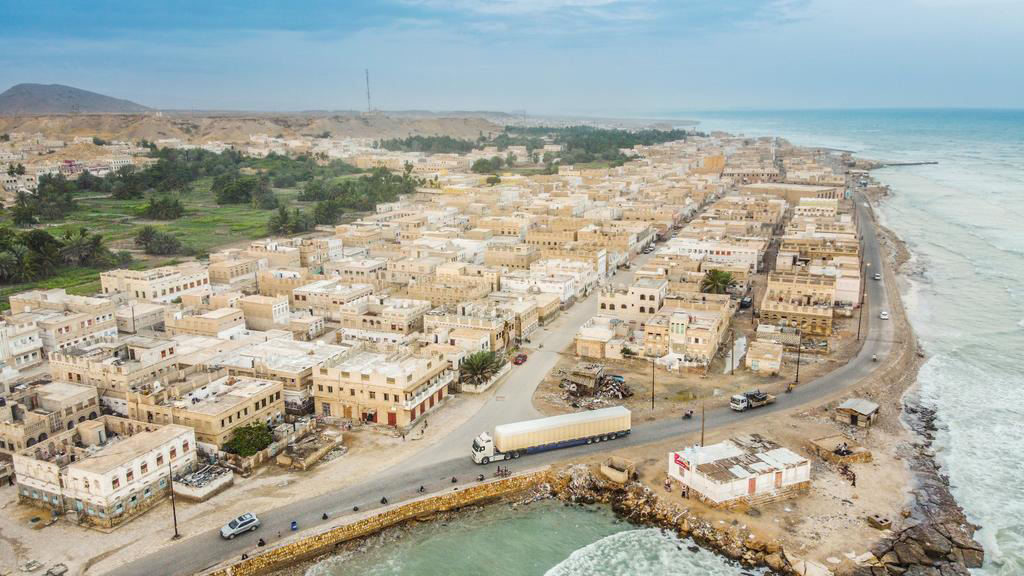
Al Hami oraș de coastă

Guvernoratul Hadhramaut este împărțit în următoarele 28 de districte, după crearea guvernoratului Socotra în decembrie 2013. Aceste districte sunt împărțite în sub-districte și apoi subdivizate în sate:
- Districtul Ad Dis
- Districtul Adh Dhlia'ah
- Districtul Al Abr
- Districtul Mukalla
- Districtul Mukalla City
- Districtul Al Qaf
- Districtul Al Qatn
- Districtul Amd
- Districtul Ar Raydah Wa Qusayar
- Districtul As Sawm
- Districtul Ash Shihr
- Districtul Brom Mayfa
- Districtul Daw'an
- Districtul Ghayl Ba Wazir
- Districtul Ghayl Bin Yamin
- Districtul Hagr As Sai'ar
- Districtul Hajr
- Districtul Hawrah
- Districtul Huraidhah
- Districtul Rakhyah
- Districtul Rumah
- Districtul Sah
- Districtul Sayun
- Districtul Shibam
- Districtul Tarim
- Districtul Thamud
- Districtul Yabuth
- Districtul Zamakh wa Manwakh

Două districte au format noul Guvernorat Socotra din decembrie 2013:
- Districtul Hidaybu
- Districtul Qulensya Wa Abd Al Kuri